# Vera Lynn
Vera Lynn, artiestennaam van Dame Vera Margaret Welch (East Ham, Londen, 20 maart 1917 – Ditchling, East Sussex, 18 juni 2020), was een Britse zangeres, die in de Tweede Wereldoorlog grote bekendheid verwierf en de bijnaam Forces' Sweetheart kreeg. Het lied We'll Meet Again, geschreven door Ross Parker en Hughie Charles, is haar grootste klassieker. Ook bekend is (There'll Be Bluebirds Over) The White Cliffs of Dover. In Nederland behaalde ze een gouden plaat met Land of Hope and Glory.

## Biografie
Vera Margaret Welch werd geboren in East Ham te Londen als dochter van een loodgieter en een kleermaakster. Toen ze twee was stierf ze bijna aan een door difterie veroorzaakte kroep, zodat ze drie maanden in een geïsoleerde ruimte moest doorbrengen. Daarna was haar moeder nog lange tijd zo beschermend voor haar, dat ze nauwelijks buiten mocht komen en geen contact had met andere kinderen. 
Ze begon met optreden als zevenjarige en gebruikte vanaf haar elfde de meisjesnaam van haar grootmoeder Margaret Lynn als artiestennaam. Ze trad voor het eerst voor de radio op in 1935, bij het Joe Loss Orchestra, destijds een beroemd dansorkest. Ze maakte ook plaatopnamen met Loss en met pianist Charlie Kunz. De eerste plaat die van haar werd uitgebracht was Up the Wooden Hill to Bedfordshire in 1936.

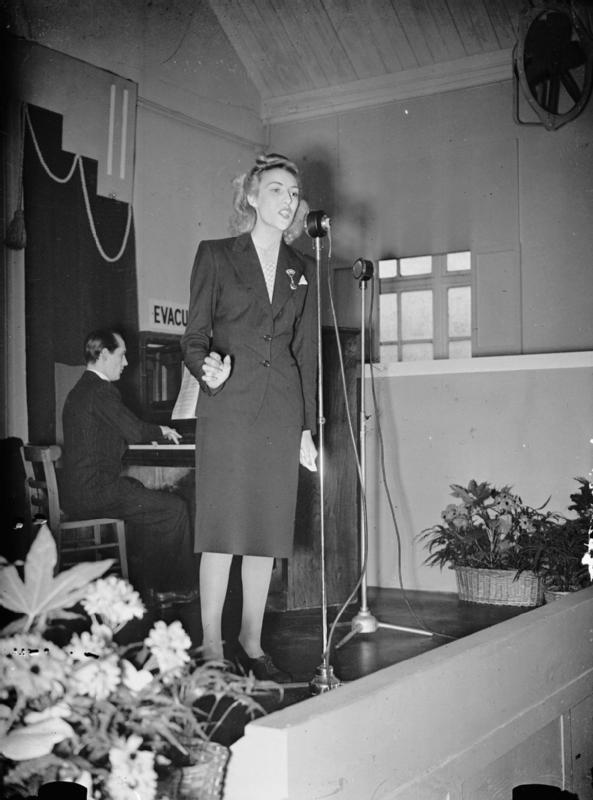
Vera Lynn zingt in een munitiefabriek in 1941

Na het uitbreken van de Tweede Wereldoorlog in 1939 werd ze beroemd als zangeres die de Britten een hart onder de riem stak en zong voor de militairen die naar oorlogsgebieden werden uitgezonden. Ze verwierf ermee de bijnaam "Forces' Sweetheart" (lieveling van de troepen). In dat jaar nam ze het nummer We'll Meet Again op, dat goed bleek aan te slaan bij de velen die tijdens de oorlog van hun geliefden gescheiden waren. In 1940 kreeg Lynn haar eigen radioprogramma, Sincerely Yours, waarin zij boodschappen doorgaf aan soldaten in het buitenland en verzoeknummers zong. Ze bezocht ook ziekenhuizen om jonge moeders te interviewen en hun berichten aan hun echtgenoten overzee door te zenden. Ze trad op voor Britse soldaten, bijvoorbeeld in Egypte, het toenmalige Birma, Brits-Indië en Bengalen. We'll Meet Again en haar The White Cliffs of Dover behoren tot de beroemdste liederen uit die jaren.
Na de oorlog werd Lynn de eerste Britse artiest die de top van de Amerikaanse hitparade bereikte, met het lied Auf Wiederseh'n Sweetheart in 1952. Ook had ze succes met hits als Forget-Me-Not en My Son, My Son. In 1962, bij het Nederlandse Grand Gala du Disque, zong ze Clara Butts klassieker Land of Hope and Glory op muziek van Edward Elgar, die vervolgens een gouden plaat opleverde.
Jarenlang was Lynn regelmatig te zien bij herdenkingen van de Tweede Wereldoorlog; zij werd bijna de officieuze woordvoerder van de Britse veteranen. In 1985 trad ze in Nederland op tijdens het officiële concert ter gelegenheid van 40 jaar bevrijding. In 1992 zong zij op het bordes van het Airborne Museum in Oosterbeek. In 1995 trad zij op bij Buckingham Palace ter gelegenheid van de vijftigste Victory in Europe Day. Tien jaar later was zij nog te gast bij een vergelijkbaar feest op Trafalgar Square, maar zingen deed zij toen niet meer. Wel hield zij een toespraak waarin ze de veteranen van de Tweede Wereldoorlog prees en jongere generaties opriep om zich hun offer te blijven herinneren. 

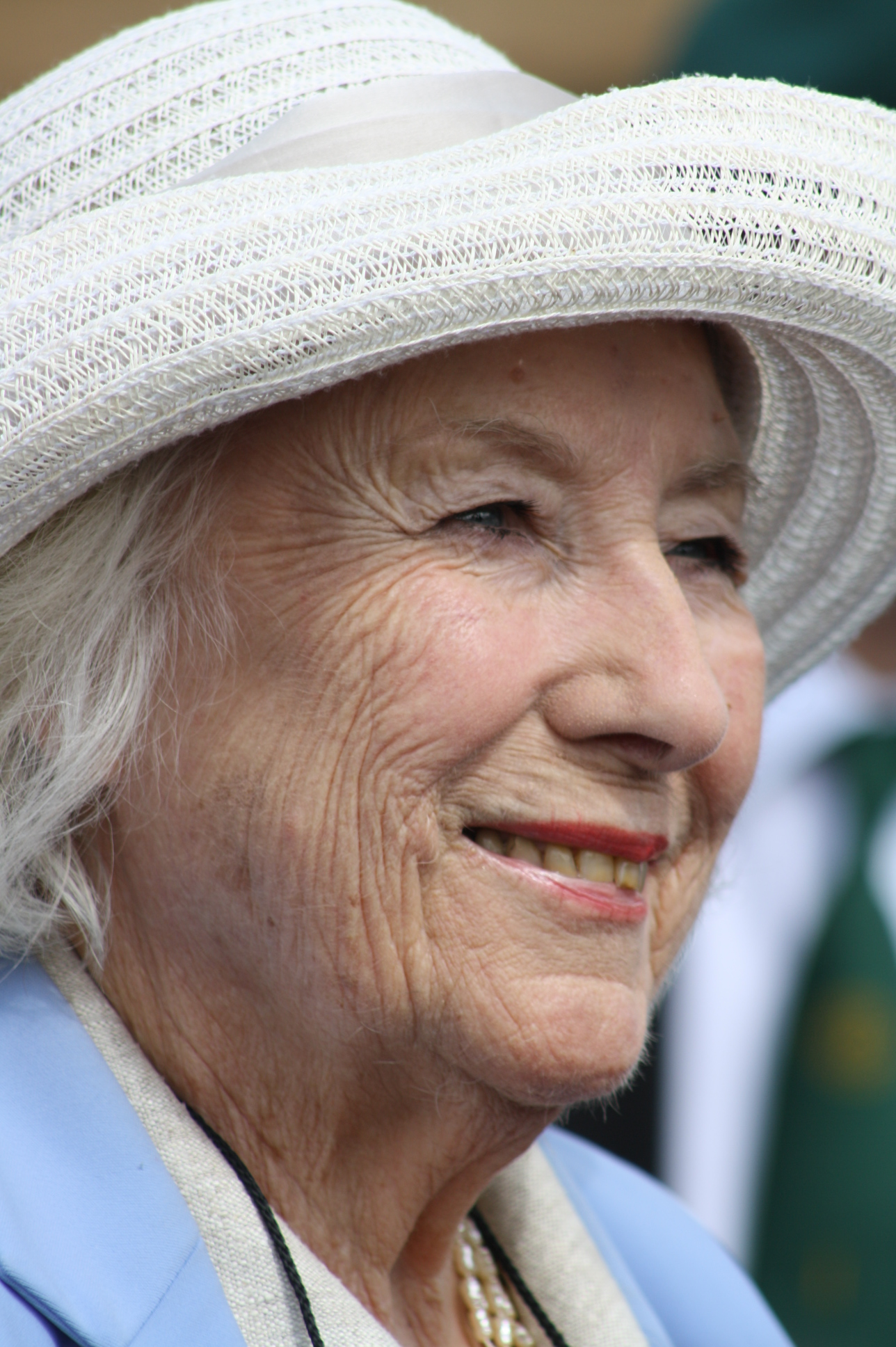
Dame Vera Lynn in 2009

In 2009 maakte Lynn haar comeback in de Britse hitlijsten. Met haar verzamelalbum We'll Meet Again - The Very Best of Vera Lynn haalde zij de album Top 20. Lynn was daarmee de oudste nog in leven zijnde zangeres die de Britse hitparade bereikte. 
Ze liet zich niet uit over politiek en was geen lid van een partij, maar toen de British National Party in 2009 haar lied The White Cliffs of Dover wilde gebruiken voor een tegen immigratie gericht campagne-album, deed ze die een proces aan omdat ze er niet mee geassocieerd wilde worden.
Drie dagen voor haar honderdste verjaardag verscheen het verzamelalbum Vera Lynn 100, bestaande uit zowel klassiekers als nooit eerder uitgebrachte nummers. Haar eeuwfeest werd gevierd met een benefietconcert in het London Palladium.
In het voorjaar van 2020 verbeterde ze op 103-jarige leeftijd haar eigen record van oudste nog in leven zijnde artiest met een notering in een Britse hitlijst, nadat de Britse koningin Elizabeth de woorden "we'll meet again" gebruikte in een speech tijdens de coronacrisis en het nummer daarna weer veel gedraaid werd.
Op 18 juni 2020 overleed Vera Lynn op 103-jarige leeftijd in het bijzijn van haar naaste familie. Haar uitvaart was op 10 juli. 
In de maanden volgend op haar dood werd Vera Lynns vertolking van Land of Hope of Glory postuum een hit in de Britse top 20, hoewel de "imperialistische" tekst inmiddels omstreden was geraakt.

## Persoonlijk
- Vera Lynn trouwde in 1941 met de klarinettist en saxofonist Harry Lewis die in een dansband speelde, waarbij Lynn zong. Het paar kreeg in 1946 een dochter. Lewis trad ook op als manager van Lynn. Hij overleed in 1998.
- Ze richtte in 1953 de 'Stars Organisation for Spastics' (SOS) op voor kinderen met hersenverlamming en in 1976, nadat bij haarzelf borstkanker werd geconstateerd, de 'Vera Lynn Charity Breast Cancer Research Trust'. Van beide liefdadigheidsorganisaties was ze jarenlang voorzitter.
- Ze promootte ook andere liefdadigheidsorganisaties, onder meer 'Help for Forgotten Allies', die weduwen ondersteunt van soldaten die tijdens de Tweede Wereldoorlog in Birma vochten.[8]

## Eerbewijzen
- In 1975 werd ze in de Britse Adelstand verheven. Sindsdien mocht ze zich Dame Vera Lynn laten noemen.
- In 1977 werd Lynn benoemd tot commandeur in de Nederlandse Orde van Oranje-Nassau.[9]
- In juli 2016 werd zij op 99-jarige leeftijd opgenomen in de Order of the Companions of Honour.

## Extra
- Pink Floyd schreef voor het album The Wall het lied Vera met de openingsregels "Does anybody here remember Vera Lynn? Remember how she said that we would meet again some sunny day?". In de op dit album gebaseerde filmmusical is haar kerstlied The Little Boy That Santa Claus Forgot te horen in de openingsscène.
- Gary Numan zingt in zijn nummer War songs: "Old men love war songs, I'm Vera Lynn".
- In 1974 nam Lynn Give me your hand op, een Engelse versie van het lied Geef me je hand van Toon Hermans.

## Hitlijsten

### Albums
| Album met eventuele hitnotering(en) in de Nederlandse Album Top 100 | Datum van verschijnen | Datum van binnenkomst | Hoogste positie | Aantal weken | Opmerkingen   |
| ------------------------------------------------------------------- | --------------------- | --------------------- | --------------- | ------------ | ------------- |
| We'll meet again                                                    | 1972                  | 20-05-1972            | 2               | 9            | Verzamelalbum |
| Emotions                                                            | 1985                  | 05-01-1985            | 12              | 30           | Verzamelalbum |
| The royal collection - Song of life                                 | 1995                  | 01-04-1995            | 13              | 14           | Verzamelalbum |
| The very best of Vera Lynn - We'll meet again                       | 2009                  | 17-10-2009            | 83              | 1            | Verzamelalbum |
| 100                                                                 | 2017                  | 25-03-2017            | 72              | 1            | Verzamelalbum |

| Album met hitnotering(en) in de Vlaamse Ultratop 200 albums | Datum van verschijnen | Datum van binnenkomst | Hoogste positie | Aantal weken | Opmerkingen   |
| ----------------------------------------------------------- | --------------------- | --------------------- | --------------- | ------------ | ------------- |
| The very best of Vera Lynn - We'll meet again               | 2009                  | 10-10-2009            | 10              | 21           | Verzamelalbum |
| National treasure - The ultimate collection                 | 2014                  | 05-07-2014            | 200             | 1            | Verzamelalbum |
| 100                                                         | 2017                  | 25-03-2017            | 38              | 6            | Verzamelalbum |

### Singles
| Single met hitnotering(en) in oude hitlijsten | Datum van verschijnen | Datum van binnenkomst | Hoogste positie | Aantal maanden | Opmerkingen                 | Bron          |
| --------------------------------------------- | --------------------- | --------------------- | --------------- | -------------- | --------------------------- | ------------- |
| Addio amore                                   | 1955                  | 01-10-1955            | 20              | 1              | in de Vlaamse hitparade     | Ultratop      |
| Morgen (One more sunrise)                     | 1959                  | 02-01-1960            | 3               | 2              | in de Nederlandse hitparade | Dutchcharts   |
| Land of hope and glory                        | 1962                  | 22-12-1962            | 2               | 3              | in de Nederlandse hitparade | Muziek Expres |

### NPO Radio 2 Top 2000
| Nummer met noteringen in de NPO Radio 2 Top 2000 | '99 | '00 | '01  | '02  | '03 | '04  | '05 | '06  | '07  | '08  | '09  | '10  | '11  | '12  | '13  | '14  | '15  |
| ------------------------------------------------ | --- | --- | ---- | ---- | --- | ---- | --- | ---- | ---- | ---- | ---- | ---- | ---- | ---- | ---- | ---- | ---- |
| We'll Meet Again                                 | 554 | 789 | 1325 | 1297 | 718 | 1269 | 930 | 1278 | 1286 | 1117 | 1285 | 1250 | 1604 | 1688 | 1718 | 1899 | 1643 |

1. ↑  Een vetgedrukt getal geeft de hoogste notering aan.
2. ↑  Deze tabel is bijgewerkt tot en met de laatste editie (2024).

## Boeken
- Lynn, Vera, Vocal Refrain. London: W.H. Allen, 1975.
- Lynn, Vera & Cross, Robin. We'll Meet Again. London: Sidgwick & Jackson, 1989.
- Lynn, Vera, Some Sunny Day. London: HarperCollins, 2009. ISBN 978-0-00-731815-5